# The Darkness (formație)

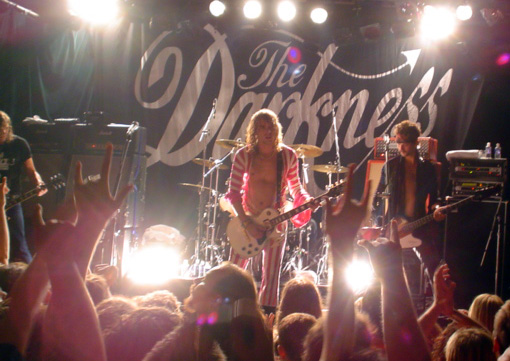
The Darkness în 2004

The Darkness este o formație britanică de hard rock, heavy metal, glam rock și glam metal din Lowestoft, Suffolk, Anglia (2000-2006; 2011-). Membrii formației sunt: Justin Hawkins, Ed Graham, Dan Hawkins și Frankie Poullain.

## Discografie
1. Permission to Land (2003)
2. One Way Ticket to Hell ...And Back (2005)
3. Hot Cakes (2012)

### EP
1. I Believe in a Thing Called Love EP (2002)
2. Girlfriend EP (2005)